# Theridion baccula
Theridion baccula är en spindelart som beskrevs av Tamerlan Thorell 1887. Theridion baccula ingår i släktet Theridion och familjen klotspindlar.
Artens utbredningsområde är Myanmar. Inga underarter finns listade i Catalogue of Life.